# کنفرانس زنان آسیایی

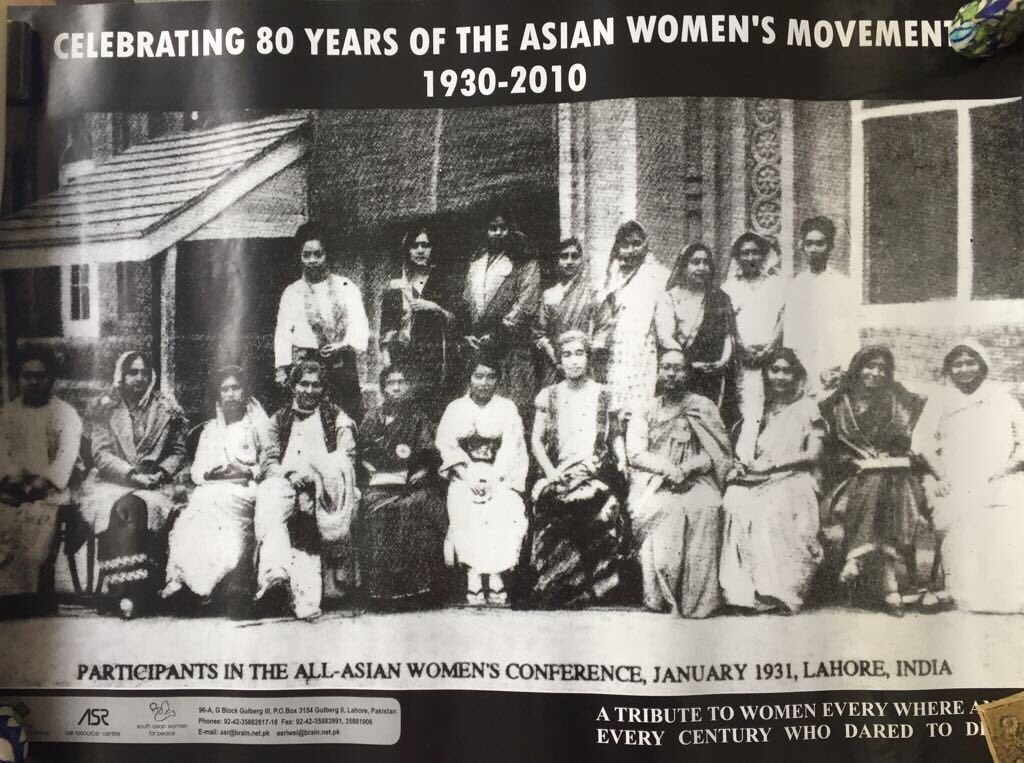
جشن ۸۰ سالگی جنبش‌های زنان آسیایی ۱۹۳۰–۲۰۱۰

کنفرانس زنان آسیایی (به انگلیسی: All-Asian Women's Conference) یک کنفرانس بین‌المللی با حضور زنان بود که در ژانویه ۱۹۳۱ در لاهور تشکیل شد. این کنفرانس اولین کنفرانس زنان در نوع خود بود. این کنفرانس وسیله‌ای بود برای زنان هندی تا ایده‌ها و دیدگاه‌های خود را در مورد آسیای هند محور بیان کنند.

## زمینه
مارگارت کازنز و چندی از فعالان هندی که در کنفرانس زنان هند در سال ۱۹۲۷ شرکت کرده بودند، از بنیان‌گذاران کنفرانس زنان آسیایی بودند. مارگارت کازینز پس از نقل مکان به هند به همراه همسرش درگیر فعالیت‌های مربوط اصلاحات اجتماعی در مورد موقعیت زنان در هند شد. او برای تأسیس این کنفرانس با بازدید از هاوایی در سال ۱۹۲۸ در انجمن زنان پان-اقیانوس آرام الهام گرفت. او همچنین از حق تعیین سرنوشت حمایت کرد، زیرا بسیاری از نمایندگان با جنبش‌های استقلال کشورشان درگیر بودند. این اتفاق در یک زمینه جهانی گسترده‌تر از انترناسیونالیسم جدید در دوره بین دو جنگ اتفاق افتاد. اوایل دهه ۱۹۳۰ شاهد همکاری‌های منطقه ای فمینیستی غیرغربی، مانند انجمن زنان پان-اقیانوس آرام، کمیسیون زنان بین آمریکایی و کنفرانس زنان هند بود.
این کنفرانس به این خاطر در لاهور برگزار شد تا به نمایندگان اجازه دهد تا از مناظر اطراف آگرا و دهلی بازدید کنند. در ۱۲ مارس ۱۹۳۰ دعوت نامه‌های مدور بین زنان هندی برای کنفرانس زنان آسیایی ارسال شد تا پیشنهاد شود که کنفرانس در ژانویه ۱۹۳۱ برگزار شود. نمایندگان دعوت شده شامل ساروجینی نایدو، موتولاکشمی ردی، راجکوماری امریت کائور، لیدی عبدالقادر، رانی لاکشمیبای راجواده و هیلا رستومجی فریدونجی بودند. این زنان عمدتاً نمایندگان گذشته کنفرانس زنان سراسر هند و فعالان اجتماعی اختصاص یافته به مسائل زنان بودند. این تاریخ برای برگزاری استراتژیک بین «دو کنفرانس زنان پان-اقیانوس آرام که برای هاوایی در اوت ۱۹۳۰ و چین در سال ۱۹۳۲ برنامه‌ریزی شده بود: انتخاب شد. پس از ایجاد زمینه برای برگزاری کنفرانس، کازنز یک گام به عقب برداشت تا زنان هندی «ریاست سازمان» کنفرانس را به عهده بگیرند.
۳۰ کشور آسیایی از جمله گرجستان، فلسطین، عراق، سوریه ، مالایا، هند و چین، سیام و هاوایی به کنفرانس زنان آسیایی دعوت شدند. در مجموع ۳۶ نماینده حضور داشتند: ۱۹ نفر از ۳۰ کشور آسیایی دعوت شده و ۱۷ نماینده هندی و همچنین ۹ بازدید کننده خارجی از جمله مارگارت کازنز. این نمایندگان آماده بودند تا در مورد نقش زنان در مسائل اجتماعی و سیاسی گفتمانی را آغاز کنند. برخی از این مسائل در توصیه‌های ارائه شده از کنفرانس زنان هند منعکس شد، مانند نیاز به اختصاص تعداد بیشتری صندلی برای فارغ التحصیلان زن هندی در سنای تمام دانشگاه‌های هند. ساراجونی نایدو در ابتدا به عنوان رئیس کنفرانس انتخاب شد. او به‌سبب دوستی خود با مهاتما گاندی شناخته شده‌است. نایدو، با این حال، در می ۱۹۳۰ به دلیل «نقش خود در جنبش نافرمانی مدنی ملی‌گرای هند» دستگیر شد. در نتیجه، هر جلسه کنفرانس توسط رؤسای مختلف اداره می‌شد. این روسا شامل سیریماوو بندرانایکه از سیلان، خانم. کمال الدین از افغانستان، داو میا سین از برمه، شیرین فوزدار از فارس و خانم هوشی از ژاپن می‌شدند. رانی مندی، دختر فرمانروای ماهارانی کاپورتالا، در سخنرانی افتتاحیه خود، مقدمات کنفرانس را فراهم کرد.

## شرکت‌کنندگان
در ماه‌های ابتدایی سال ۱۹۳۰ دعوت نامه‌های بخشنامه ای برای کنفرانس زنان آسیایی برای بیش از ۳۰۰ نماینده کشور، سازمان‌های حقوق زنان و فعالان در سی و سه کشور ارسال شد. کشورهایی همچون گرجستان، فلسطین، عراق، سوریه و همچنین مالایی، هند و چین، تایلند و هاوایی دعوت شدند. با این حال، تنها ۱۹ نماینده از این دعوت‌ها شرکت کردند که به نمایندگی از کشورهای افغانستان، میانمار، ژاپن، ایران و عراق بودند. نمایندگان کشورهایی مانند فلسطین، پاکستان، روسیه، نپال و سوریه ثبت نام خود را برای شرکت تکمیل کردند اما به دلایل متعددی همچون بیماری، درگیری در برنامه‌ها و رد ویزا، قبل از برگزاری کنفرانس کنار کشیدند. علاوه بر این، دو نماینده از جاوا پس از انصراف از وضعیت خود به عنوان نماینده، به عنوان بازدیدکننده در کنفرانس شرکت کردند. علاوه بر نمایندگان و سازمان‌های دولتی، افراد خصوصی نیز می‌توانند به عنوان نماینده یا بازدیدکننده در کنفرانس ثبت نام کنند. علاوه بر این، زنان غیر آسیایی از کشورهایی مانند ایالات متحده، نیوزلند، ایرلند و بریتانیا نیز به عنوان بازدیدکننده حضور داشتند.

## چهره‌های کلیدی و نقش آن‌ها

### مارگارت کازنز

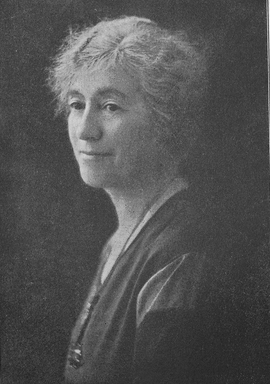
مارگارت کازنز، یکی از بنیانگذاران کنفرانس زنان آسیایی

مارگارت کازنز یکی از نیروهای محرک و سازمان دهندگان اصلی اولین کنفرانس زنان آسیایی بود. او یکی از اعضای جنبش حق رأی ایرلندی بود و بنابراین، پس از نقل مکان به هند در سال ۱۹۱۵، اشتیاق شدیدی به اصلاحات اجتماعی و بهبود موقعیت زنان هندی پیدا کرد. او در اواخر دهه‌های ۱۹۱۰ و۱۹۲۰، در جنبش‌ها و کمپین‌هایی برای حقوق زنان، مانند مطالبه حق رأی برابر برای زنان، شرکت داشت.
کازنز پس از شرکت در کنفرانس ۱۹۲۸ انجمن زنان پان-پاسیفیک در هاوایی، به فکر سازماندهی کنفرانسی مشابه برای همبستگی میان زنان در آسیا افتاد. کازنز معتقد بود که به‌خاطر فقدان آگاهی معنوی و نیاز به حفظ ویژگی‌های «شرقی» آسیا به چنین سازمانی نیاز دارد. او به این نتیجه رسید زنان آسیایی باید بایکدیگر ملاقات کنند تا به آگاهی برسند. وی در دسامبر ۱۹۲۹ شروع به ارسال نامه کرد تا ایده خود را مطرح کند و زنان دیگری را از هند و سایر مناطق آسیایی متقاعد کند که به او بپیوندند. او در نامه‌های خود پیشنهاد کرد که زنان هندی رهبری این کنفرانس را بر عهده بگیرند، زیرا قبلاً تجربه‌ای از کنفرانس زنان سراسر هند داشته‌اند. اگرچه او شخصیت برجسته راه‌اندازی کنفرانس زنان بود، اما می‌خواست زنان آسیایی، عمدتاً زنان هندی، مسئولیت را بر عهده بگیرند و بر سازمان نظارت بیشتری داشته باشند.

### رامشواری نهرو

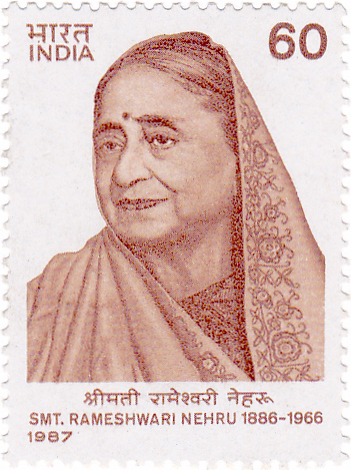
رامشواری نهرو، یکی از بنیانگذاران یک کمیته دائمی

رامشواری نهرو یک فعال حقوق زنان بود و دوران اولیه خود را به عنوان یک رفورمیست اجتماعی گذراند. پس از حضور در کنفرانس، نهرو یکی از بنیانگذاران یک کمیته دائمی شد و هدف آن ادامه سازماندهی کنفرانس‌های زنان آسیایی در آینده بود. اما این کمیته به زودی منحل شد و تا فعالیت‌های آسیایی نهرو در دههٔ ۱۹۵۰ غیرفعال ماند.

### می آونگ
می آونگ، که با نام داو میا سین نیز شناخته می‌شود، به نمایندگی از میانمار در کنفرانس زنان آسیایی در لاهور شرکت کرد و یک جلسه را ریاست کرد. آونگ به عنوان منشی کمیته ارتباط در این کنفرانس منصوب شد و از سال ۱۹۳۱ تا ۱۹۳۳ در کمیته بود؛ او قبلاً تجربه عضویت در شورای ملی زنان در هند را به عنوان عضو برمه ای آنها داشت. در ژوئیه ۱۹۳۱، مارگارت کازینز او را به عنوان نماینده کنفرانس زنان آسیایی در اتحادیه ملل در کمیته مشورتی زنان در مورد ملیت انتخاب کرد.

### ساروجینی نایدو
ساروجینی نایدو یک مدافع فعال حقوق زنان و رفورمیست اجتماعی بود. پس از رأی‌گیری او به عنوان رئیس کنفرانس زنان آسیایی منصوب شد. با این حال، قبل از کنفرانس، او در مهٔ ۱۹۳۰ به دلیل نقشش در سالت مارس، جنبش نافرمانی مدنی ملی‌گرای هند، به زندان فرستاده شد. در غیاب ساروجینی نایدو، بندرانایکه (سیلان)، کمال الدین (افغانستان)، آونگ (میانمار)، شیرین فوزدار (ایران) و هوشی (ژاپن) علاوه بر دو زن هندی، موثولاکشمی ردی و شریفه حمید، ریاست رویدادها را بر عهده داشتند.

## اهداف کنفرانس
قبل از کنفرانس، سازماندهی فراملی و جهانی زنان عمدتاً بر سازمان‌های اروپایی-آمریکایی متمرکز بود و هیچ سازمانی وجود نداشت که علیرغم داشتن زمینه‌های اجتماعی مشابه، فضایی را برای زنان آسیایی از کشورهای مختلف فراهم کند تا بتوانند گرد هم آیند؛ و دربارهٔ ابزارهای دستیابی به اهداف و مقاصد مشترک بحث کنند. گروه‌بندی‌های سیاسی تثبیت‌شده باعث شد تا تعاملات بین زنان آسیایی و فرهنگ‌های آسیایی محدود شود. رابطه شرق و غرب  به عنوان ابزار اصلی به اشتراک گذاری اطلاعات فراتر رفت.  کنفرانس زنان آسیایی  گفتگوی فمینیستی را در چارچوبی پان آسیایی قرار داد و آن را از مراکز غربی دور کرد. هدف آنها تغییر گفتمان مربوط به زن آسیایی و بازآفرینی تصاویری از «شرق» با ایجاد «ضد گفتمان با شرق‌شناسان فمینیست» بود.
این کنفرانس ۶ هدف اصلی داشت که آن‌ها را دنبال می‌کرد:
1. ترویج آگاهی وحدت در میان زنان آسیایی، به عنوان اعضای یک فرهنگ مشترک شرقی
2. بررسی ویژگی‌های تمدن مشرق‌زمین به منظور حفظ آنها برای خدمات ملی و جهانی
3. بررسی و جستجوی راه‌حل‌هایی برای عیوب کنونی در تمدن مشرق‌زمین
4. پیروی از غرب با توجه به سودمند بودن آن
5. تقویت یکدیگر از طریق تبادل داده‌ها و تجربیات در مورد شرایط زنان در کشورهای آسیا
6. برای رسیدن به صلح جهانی[۹]

سه هدف اول دقیقاً منعکس کننده دیدگاه پان‌آسیایی بود که رابیندرانات تاگور در طول سفرهایش به ایالات متحده و آسیا ترویج کرد. تاگور نامه‌ای به کنفرانس زنان آسیایی نوشت و بر اهمیت حضور زنان در آسیا به جهان و کمک به غنی سازی فرهنگ جهانی از طریق «تثبیت آگاهی فرهنگی شرق» تأکید کرد. سخنرانان در کنفرانس بر ایده‌های از پیش تعیین شده در مورد آنچه که زن آسیایی است مانند صلح طلبی، وفاداری به خانواده، اطاعت و غیره تأکید کردند. برای دور شدن از ویژگی‌های خانگی، دستاوردهای زنان آسیایی خارج از چارچوب خانواده مطیع تا حد زیادی برجسته شد. بسیاری از شرکت کنندگان در کنفرانس، مردسالاری را عامل اصلی ستم بر زنان می‌دانستند. از این رو برای زنانی که جایگاه بهتری نسبت به مردان در جامعه داشتند، تصمیم‌گیری، توانایی طلاق از مردان و غیره را داشتند، تشویق می‌شد.
سه هدف آخر به دنبال برجسته کردن جایگاه زنان آسیایی در سطح بین‌المللی بود. برخی از نمایندگان از تأثیر افکار غربی بر جوامع خود انتقاد کردند و استدلال کردند که نگرش‌های غربی ارزش‌های فرهنگی خاورمیانه و آسیا را تضعیف می‌کند. این جدایی که برخی از این فمینیست‌های آسیایی از همتایان غربی خود احساس می‌کردند را برجسته کرد. با این حال، سایر نمایندگان در نپذیرفتن کامل نفوذ غرب مفید می‌دانستند، بلکه بر اساس آنچه برای آسیایی‌ها مناسب است، مانند پوشش، آموزش غربی و حتی سینما، انتخاب می‌کردند. همچنین بر اهمیت جمع‌آوری داده‌ها در مورد وضعیت سیاسی، اقتصادی و مذهبی زنان تأکید شد. این امکان ارجاع متقابل شرایط زنان در سراسر جهان را فراهم می‌کند. آخرین هدف در تمام سازمان‌های زنان در سراسر جهان، مانند شورای بین‌المللی زنان و اتحادیه بین‌المللی زنان برای صلح و آزادی مشترک بود. ترویج صلح جهانی برای بسیاری از سازمان‌های زنان در طول جنگ جهانی اول، دوره بین جنگ و جنگ جهانی دوم اهمیت پیدا کرد. این مسئولیت به آسیا تعمیم داده شد، زیرا این قاره به دلیل عشق و صلح خود مشهور است. بین شرکت کنندگان در کنفرانس یک اجماع کلی وجود داشت که اثبات هویت آسیایی و پذیرش مفهوم خواهری آسیایی به دست کشیدن آنها از هویت ملی خود بستگی ندارد.

## واکنش‌ها
این کنفرانس در تعدادی از پلتفرم‌های رسانه‌ای در هند و بین‌المللی برجسته شد. روزنامه زنان آمریکایی، حقوق برابر، بیان کرد که «زنان برجسته از هر کشور آسیا در آن شرکت کردند». آنها همچنین گزارش دادند که «شباهت قابل توجهی» در مشکلات «زنان در شرق و غرب» وجود دارد.
مجله و نقد و بررسی هند، که توسط جسی دانکن وستبروک برای انجمن ملی هند، یک سازمان بریتانیایی برای افراد علاقه‌مند به هند ویرایش شده‌است، با الهام از بخشنامه دعوت کنفرانس زنان آسیایی، از این کنفرانس حمایت کرد. بر روی اصطلاح «زنان شرقی» تمرکز کرد و گفت که از روابط مختلف غربی الهام گرفته شده‌است. همچنین پیشنهاد شد که زنان آسیایی باید برای گفتگو در مورد مشکلات منحصر به فرد خود با یکدیگر ملاقات کنند و با تشخیص «تفاوت اساسی خود با زنان سرزمین‌های دیگر» برای حل مشکلات خود گتگو کنند. سردبیر L'Oeuvre و Pax International نیز این کنفرانس را پس از برگزاری گزارش داد.
کنفرانس زنان آسیایی همچنین از سوی تعدادی از سازمان‌های غربی حمایت می‌شد. این حمایت‌ها شامل جامعه ملل، کمیسیون کار ویتلی، شورای بین‌المللی زنان (شعبه لندن)، نیوزلند و لیگ رفاه هند بود.
این کنفرانس همچنین مورد قدردانی و تشویق مردان سراسر جهان و همچنین کشور میزبان قرار گرفت. به‌عنوان مثال، سر عبدالقادر، که مهمان کنفرانس بود، آن را به عنوان «رویدادی تاریخی» یاد کرد. سادار ارجمند سر جوگندرا سینگ، وزیر کشاورزی هند، اظهار داشت: «من هیچ مشابهی در تاریخ جهان از چنین جنبشی مانند این کنفرانس زنان که نماینده کل آسیا باشد، سراغ ندارم.»
این کنفرانس همچنین توسط جواهر لعل نهرو در سیاست‌های ملت سازی خود شناسایی و پذیرفته شد. او به تاریخ مشترک تمدن آسیایی اعتقاد داشت و اقدامات خود را در راستای هدف خود برای ایجاد هند به عنوان مرکز جدید وحدت پان آسیایی پذیرفت.

## نتایج و دستاوردها
هدف کنفرانس زنان آسیایی، بحث در مورد نگرانی‌های اجتماعی و سیاسی مشترک زنان در آسیا و همچنین صحبت در مورد دیدگاه‌های پان آسیایی بود. این کنفرانس مفتخر بود که زنان هندی نقش اصلی را در جذب زنان آسیایی ایفا کردند. با این ابتکار، سازمان‌دهندگان کنفرانس همچنین نامه‌هایی از زنان ملی‌گرا، فعالان فمینیست و مددکاران اجتماعی دریافت کردند که مشتاق شرکت در آن بودند، از جملهٔ آن‌ها می‌توان به محمود جمیل بیگم از سوریه، مادام نور حمد، رئیس کنفرانس زنان عرب، یهودی فلسطینی. انجمن حقوق برابر زنان و انجمن زنان نپالی اشاره کرد.
کنفرانس زنان آسیایی در تصویب یک قطعنامه اصلی موفق بود که به دنبال حمایت از اصلاحات برای برابری حقوق شهروندی برای زنان متأهل بود. در آن زمان هیچ قانون بین‌المللی یکسانی در مورد تابعیت زنان متأهل وجود نداشت. برخی از زنان تابعیت شوهران خود را به دست می‌آورند، در حالی که برخی دیگر نمی‌توانند، بنابراین خود را از تولد یا ازدواج بدون تابعیت می‌یابند. این حمایت باعث شد تا یک زن بتواند ملیت خود را انتخاب کند. این قطعنامه همچنین به زنان آسیایی کمک کرد تا از سوی غرب به رسمیت شناخته شوند، زیرا آنها تصدیق کردند که فمینیسم منحصراً اروپایی یا آمریکایی نیست.
آن‌ها همچنین تعدادی قطعنامه دیگر را تصویب کردند که بر برابری اجتماعی و سیاسی متمرکز بود. این قطعنامه‌ها شامل «حفظ آگاهی معنوی بالا است که ویژگی اساسی مردم آسیا در طول هزاره‌ها بوده‌است.»
در قطعنامه دیگری آمده بود که زندگی و تدریس بزرگان دینی باید در مدارس تدریس شود. قطعنامه‌های دیگر به نفع آموزش رایگان و اجباری ابتدایی بود. لغو ازدواج کودکان؛ پول بیشتری برای طرح‌های بهداشتی هزینه شود. طرح‌های اعتدال محدود؛ برای نجات بزرگسالان و کودکان از شر. تنظیم شرایط کار و تضمین تساوی موقعیت زن و مرد. دو طرف دیگر طرفدار خودمختاری ملی و صلح جهانی بودند.
کنفرانس همچنین با تشکیل یک کمیته دائمی به پایان رسید و تصمیم بر این شد که کنفرانس دوم در ژاپن و جاوه در سال ۱۹۳۵ برگزار شود. اعضای هندی کنفرانس تا سال ۱۹۳۶ هر سال برای بحث در مورد تمایل به داشتن نمایندگی گسترده‌تر و برگزاری کنفرانس بعدی جلساتی را برگزار کردند؛ اما اجرای این طرح مدام به تعویق می‌افتاد.
با این حال، در سال ۱۹۳۲، کمیته با کنفرانس زنان شرقی در تهران، ایران و کنفرانس زنان هند (AIWC) با این امید که کنفرانس‌های زنان آسیایی بیشتری برگزار شود، همکاری کرد. در سال ۱۹۳۴، کمیته به یک «کمیته آسیا» بزرگ و پس از مدت کوتاهی، ۵۰ عضو جذب کرد. کنفرانس زنان آسیایی از طریق یک نماینده دائمی در اتحاد بین‌المللی زنان برای حق رأی و شهروندی برابر در ژنو نمایندگی رسمی دریافت کرد. هنگامی که این اتحاد که دوازدهمین کنگره خود را در سال ۱۹۳۵ در استانبول برگزار کرد، کمیته آسیایی هیئتی پر سر و صدا فرستاد که حضور آنها از دست مطبوعات حاضر در امان نبود. با این حال، دومین کنفرانس زنان سراسر آسیا نتوانست به نتیجه برسد زیرا بسیاری از اعضا، از جمله میزبان سابق، هند مشغول امور داخلی و بین‌المللی خود شدند.